# Natàlia Karímova
Natàlia Valérievna Karímova (en rus: Наталья Валерьевна Каримова) (Rostov del Don, 28 de gener de 1974) va ser una ciclista russa, ja retirada, guanyadora de dues medalles als Campionats del Món, una d'elles d'or en puntuació.

## Palmarès
- 1995
  -  Campiona d'Europa sub-23 en Persecució
- 1996
  -  Campiona d'Europa sub-23 en Persecució
- 1997
  -  Campiona del Món de Puntuació

### Resultats a laCopa del Món en pista
- 1998
  - 1a a Hyères, en Puntuació